# Ploeotia costata
Ploeotia costata is een soort in de taxonomische indeling van de Euglenozoa. Deze micro-organismen zijn eencellig en meestal rond de 15-40 mm groot. Het organisme komt uit het geslacht Ploeotia en behoort tot de familie Peranemaceae. Ploeotia costata werd ontdekt door Triemer Farmer & Triemer.